# جنجر بيكر
جنجر بيكر (بالإنجليزية: Ginger Baker )‏ (و. 1939 – 2019 م) هو طبال، وعازف جاز، وموسيقي، وكاتب أغاني بريطاني.

## وصلات خارجية
- جنجر بيكر على موقع IMDb (الإنجليزية)
- جنجر بيكر على موقع الموسوعة البريطانية (الإنجليزية)
- جنجر بيكر على موقع ميوزك برينز (الإنجليزية)
- جنجر بيكر على موقع رولينغ ستون (الإنجليزية)
- جنجر بيكر على موقع إن إن دي بي (الإنجليزية)
- جنجر بيكر على موقع أول ميوزيك (الإنجليزية)
- جنجر بيكر على موقع ديسكوغز (الإنجليزية)
- جنجر بيكر على موقع قاعدة بيانات الفيلم (الإنجليزية)
- جنجر بيكر في قاعدة بيانات الأفلام على الإنترنت